# Cantharis nigricans
Cantharis nigricans је инсект из реда тврдокрилаца (Coleoptera) и фамилије Cantharidae. Настањује целу Европу а бележен је и у свим деловима Србије.
Дужина тела је 9—11 mm а покрилца су уједначено сиве боје.